# Палешников серапиас
Палешниковият серапиас  (Serapias vomeracea) е рядък вид орхидея, терциерен реликт.

## Описание
Тревиста, грудкова орхидея с височина 20 – 30 (50) см. Стъблото е изправено, с 4 – 7 линейно-ланцетни листа. Грудките под земята са 2, с яйцевидна форма.
Устната е триделна, страничните дялове са закръглени, извити нагоре, включени в шлема, а средният дял е издължен и заострен. Цветовете са в различни нюанси на червено и се появяват от април до юни и са 3 – 12 на брой. 

## Разпространение
В страната са известни само 6 до 10 находища (по Южното Черноморско крайбрежие, в Странджа и Източните Родопи). Расте на слънчеви места по слабо използвани пасища, мезофилни ливади и сред храсталаци.
Включен е в Червена книга на България и е защитен от Закона за биологичното разнообразие.